# Kirkandrews Middle
Kirkandrews Middle var en civil parish 1866–1934 när det uppgick i Kirkandrews, i grevskapet Cumbria i England. Civil parish var belägen 14 km från Carlisle och hade 255 invånare år 1931.